# Dinoflagellata
Dinoflagellata (tiếng Hy Lạp δῖνος dinos "xoắn" và Latin flagellum "roi") là một nhóm lớn các sinh vật nguyên sinh flagellata thuộc về siêu ngành Alveolate. Hầu hết chúng là các sinh vật phù du ở biển, nhưng chúng cũng thường sống trong các môi trường nước ngọt. Quần thể của chúng phân bố tùy thuộc vào nhiệt độ, độ mặn mặt biển, hoặc độ sâu. Nhiều loài dinoflagellata thuộc nhóm có khả năng quang hợp, nhưng phần lớn thuộc nhóm hỗn hợp, có khả năng quang hợp và ăn mồi. Về số lượng loài, dinoflagellata tạo thành một nhóm lớn eukaryote (sinh vật nhân chuẩn) sống ở biển, mặc dù nhóm này nhỏ hơn nhóm diatom (tảo silic).
Dinoflagellata được xem là sinh vật nguyên sinh.
Có khoảng 1.555 loài dinoflagellata còn sinh tồn trong biển đã được mô tả. Một ước tính khác vào khoảng 2.000 loài, trong đó có hơn 1.700 loài sống đáy và khoảng 220 loài sống trong môi trường nước ngọt. Ước tính gần đây nhất nhóm này có khoảng 2.294 loài, bao gồm các loài sống trong biển, nước ngọt và ký sinh.

## Văn liệu
- Spector, D.L. (1984). Dinoflagellates. Academic Press. ISBN 978-0-323-13813-0.
- Taylor, F.J.R. (1987). The Biology of Dinoflagellates. Botanical monographs. Quyển 21. Blackwell Scientific. ISBN 0632009152.